# جوزيف ويست
جوزيف ويست (بالإنجليزية: Joseph West)‏ هو عداء مسافات طويلة أيرلندي، ولد في 4 ديسمبر 1924 في دبلن في جمهورية أيرلندا.

## وصلات خارجية
- جوزيف ويست على موقع أوليمبيديا (الإنجليزية)